# Joseph Plateau

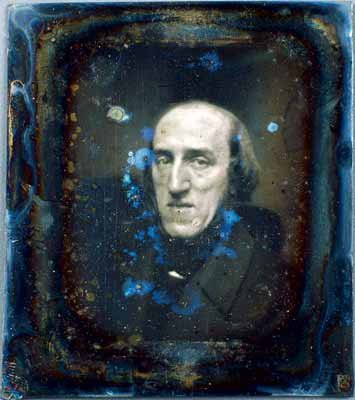
Daghereotip reprezentându-l pe Joseph Plateau (1843)

Joseph Antoine Ferdinand Plateau (n. 14 octombrie 1801 – d. 15 septembrie 1883) a fost un fizician belgian, cunoscut în special pentru faptul că a fost unul dintre primii care a studiat iluzia imaginii în mișcare, care ulterior a stat la baza cinematografiei.
A observat fenomenul persistenței imaginii pe retină (remanența retiniană).
Astfel, în 1829, dorind să stabilească limita de rezistență a retinei, privește mai multe secunde discul solar.
Pentru a-și reface vederea afectată, a stat câteva zile într-o cameră întunecată și a avut senzația că vede imaginea soarelui ca și cum s-ar fi întipărit pe retină.
Pornind de la aceste observații, în 1832 a realizat fenakistoscopul, un dispozitiv care generează imagini în mișcare bazat pe fenomenul remanenței retiniene și care avea să stea la baza tehnicii cinematografice.
A mai studiat și fenomenele superficiale la lichide.
Astfel în lucrarea Statique expérimentale et théorique des liquides soumis aux seules forces moléculaires (din 1873) a prezentat capilaritatea și proprietățile legate de existența tensiunii superficiale.
Ceea ce ulterior avea să poarte numele de legea lui Plateau descrie comportamentul straturilor superficiale, cum ar fi baloanele de săpun.
Premiul Plateau (în olandeză: Joseph Plateauprijs), instituit de Festivalul Internațional de Film din Gent (care are loc anual), îi poartă numele.